# Antxoritz
Antxoritz en basque (Anchóiz en espagnol) est un village situé dans la commune d'Esteribar dans la Communauté forale de Navarre, en Espagne. Il est doté du statut de concejo.
Antxoritz est situé dans la zone linguistique bascophone de Navarre.